# サンセイアールアンドディ
株式会社サンセイアールアンドディ（英: Sansei R&D）は、愛知県名古屋市中区に本社を置くパチンコ・パチスロ機の製造・販売会社。全国各地に支店や営業所などを持つ。

## 特徴
従来よりコンスタントに新機種を発売するものの、大ヒット機種がなかったことからパチンコメーカーとしての知名度は今一つであったが、「CR牙狼」の大ヒットにより、一気に知名度を上げることとなった。
「CR牙狼」が大ヒットしたことで、同作はシリーズ化され、また現在も続くテレビドラマまたはアニメによる「牙狼〈GARO〉」シリーズでは番組で筆頭スポンサーを務めている。
ただ「CR牙狼」の登場以前から、「CR芦毛伝説オグリキャップ」ではパスワード入力機能を搭載したり、「CRまじかる☆タルるートくん」ではホール名表示システムの搭載・チャンスボタンを絡めたリーチ演出の変化など、多くの『業界初』を積極的に導入しており、業界内のベンチャー的存在でもある。自社のテレビCMでも、「個性的なパチンコを作っています」というフレーズを表示している。
2015年は年間トータルで30万台を売り上げ、より強力なキラーコンテンツを抱えるSANYOや平和といったメジャーメーカーを抑え、初めて業界首位に立った（なお、SANYOと平和はそれぞれ25万台前後であった）。
パチスロ機に関しては、2017年に「牙狼」シリーズでサミーと共同開発した機種の販売のみ担当し、2018年に初の自社開発パチスロ機を発売した。
2016年現在のキャッチコピーは『switch on』。

## 沿革
- 1979年 - 株式会社三星物産設立（のちに株式会社三星。大韓民国の三星財閥とは関係ない）
- 1999年 - 株式会社サンセイアールアンドディ設立
- 2001年 - 株式会社三星から株式会社サンセイアールアンドディに事業移管

## パチンコ機種一覧

### 旧要件機（主要機種）
- 1989年 - セイヤ、アトムII
- 1993年 - ポンポンガール、パチパチBANK
- 1996年 - オークス2、無錫旅情
- 1997年 - ショウロンポウ
- 1998年 - CRがきデカ
- 2000年 - CRハレンチ学園、CR闘魂
- 2001年 - CR出前一丁、CRパチンコ必勝ガイド
- 2002年 - CRマッピーパーク、CRドラムクラッシュ
- 2003年 - CR E.T.、CR深海伝説
- 2004年 - CR BE-BOP、CR哭きの竜

### 2004年改正規則準拠機
| 機種名                               | 発売年月   | 備考                                                               |
| ------------------------------------ | ---------- | ------------------------------------------------------------------ |
| CR魂（まぶや）                       | 2005年1月  | 初の新要件機。沖縄がモチーフ。                                     |
| CRオグリキャップ                     | 2005年5月  | 「スーパーサラブレッド育成パチンコ」時短中はハルウララが登場       |
| CR都物語                             | 2005年8月  |                                                                    |
| CRおニャン子クラブ                   | 2005年10月 | タイアップ機ながらも、実写は一切使用せず                           |
| CRブレイド                           | 2005年11月 |                                                                    |
| CRセブンズロック                     | 2005年11月 | 初の甘デジスペック発売（甘デジ専用機種）                           |
| 忍術決戦CR影                         | 2005年12月 | 初のバトルスペック機                                               |
| CR新がきデカ                         | 2006年4月  | 新枠「D-CYCLONE」採用                                              |
| DAWN of the FANTASY CRパチクエ       | 2006年7月  |                                                                    |
| CRかぐや物語                         | 2006年9月  | 「竹取物語」を題材としたオリジナル機種                             |
| CRフェラーリ                         | 2006年10月 |                                                                    |
| CR TRF                               | 2007年1月  |                                                                    |
| CR SL物語                            | 2007年2月  |                                                                    |
| CR超絶合体SRD                        | 2007年3月  |                                                                    |
| CR芦毛伝説オグリキャップ             | 2007年4月  | 業界初のパスワード入力機能（育成データの保存が可能に）             |
| CRオークスチャンス                   | 2007年5月  |                                                                    |
| CR義経物語                           | 2007年6月  | バトルスペック                                                     |
| CRバジリスク                         | 2007年8月  | アニメ「バジリスク～甲賀忍法帖～」を題材とした機種                 |
| CRこくパチ                           | 2007年10月 | 液晶演出に小阪由佳を起用                                           |
| CRじゃりン子チエ                     | 2007年12月 |                                                                    |
| CRまじかる☆タルるートくん            | 2008年2月  | 業界初のホール名表示システム搭載                                   |
| CR天竺ロード                         | 2008年3月  | 甘デジ専用機種                                                     |
| CR六三四の剣                         | 2008年4月  | 「ネオ・バトルスペック」（ヘソ入賞時の2R通常がない）               |
| CRバラ色の未来〜森昌子〜             | 2008年5月  |                                                                    |
| CR行け!稲中卓球部                    | 2008年7月  |                                                                    |
| CR月下の棋士                         | 2008年9月  |                                                                    |
| CR牙狼                               | 2008年11月 | デジパチ・羽根モノ混合タイプ                                       |
| CRウイングマン                       | 2008年12月 | バトルスペック                                                     |
| CR戦国双天絵巻〜華恋姫伝〜           | 2009年4月  |                                                                    |
| CR疾風迅雷                           | 2009年6月  |                                                                    |
| CR忍術決戦月影                       | 2009年6月  | 「忍術決戦CR影」の後継機                                           |
| 幕末鬼神伝 CR鬼の歳三                | 2009年7月  |                                                                    |
| CR松方弘樹の名奉行金さん             | 2010年1月  | デジパチ・羽根モノ混合タイプ、新枠「G・GATE」採用                  |
| CRパチクエネクスト                   | 2010年4月  | パスワード入力機能、無料携帯サイトとの連動機能搭載                 |
| CR武神烈伝                           | 2010年6月  |                                                                    |
| CR牙狼 〜陰我消滅の日〜              | 2010年8月  |                                                                    |
| CRファナティックバトル               | 2010年9月  |                                                                    |
| CR牙狼 〜RED REQUIEM〜               | 2010年12月 | 雨宮氏デザインによるシリーズ専用枠「SOAL METAL」初採用             |
| CR孔雀王                             | 2011年1月  |                                                                    |
| CR GI DREAM                          | 2011年2月  | 携帯電話との連動システム「パチプラス」開始                         |
| CRああっ女神さまっ                   | 2011年7月  | 業界初の「ヘソのみでの8個保留」                                    |
| CR暗黒騎士呀鎧伝                     | 2011年10月 | 「CR牙狼」シリーズのスピンオフ機                                   |
| CR幕末英雄伝龍馬                     | 2011年11月 |                                                                    |
| CR牡丹と薔薇                         | 2012年1月  |                                                                    |
| 忍術決戦 CR双影                      | 2012年2月  |                                                                    |
| CR牙狼魔戒閃騎 鋼                    | 2012年3月  | V確変機タイプ                                                      |
| CR Winning Rush with ROCKY           | 2012年4月  |                                                                    |
| CR天下烈伝                           | 2012年7月  |                                                                    |
| CRおねだり!マスカット                | 2012年8月  |                                                                    |
| CRがきデカ                           | 2012年11月 | 「サンセイクラシックコレクション」シリーズ第1弾                    |
| CRオークス                           | 2012年12月 | 「サンセイクラシックコレクション」シリーズ第2弾                    |
| CR魔戒決戦牙王                       | 2013年1月  | 「CR牙狼」シリーズのスピンオフ機                                   |
| CR GI DREAM〜最強馬決定戦〜          | 2013年3月  | 2013年2月2日に当機とタイアップしたテレビドラマがBSフジで放送された |
| CRAショウロンポウ                    | 2013年3月  | 「サンセイクラシックコレクション」シリーズ第3弾                    |
| CRビッグバロン                       | 2013年3月  | 「サンセイクラシックコレクション」シリーズ第4弾                    |
| CR牙狼FINAL                          | 2013年5月  | 新枠「V-Savior」採用                                               |
| CR金田一少年の事件簿                 | 2013年8月  |                                                                    |
| CRダービースタリオン                 | 2014年1月  | 新システム「CT」搭載                                               |
| CR牙狼外伝〜桃幻の笛〜               | 2014年3月  | 時間獲得型ボーナス「魔乗CHANCE」搭載                               |
| CRBE-BOP〜壇蜜与太郎仙歌〜           | 2014年4月  | 新ボーナスシステム「JACKPOT」搭載                                  |
| CR WINNING TURN                      | 2014年6月  |                                                                    |
| CR牙狼 金色になれ                    | 2014年7月  | シリーズ新専用枠「金狼 KINROH」初採用                              |
| CRジューシーハニー                   | 2014年12月 |                                                                    |
| CR麻雀姫伝                           | 2015年1月  |                                                                    |
| CR 絶狼 -ZERO-                       | 2015年4月  | 「CR牙狼」シリーズのスピンオフ機                                   |
| CR衝撃ゴウライガン                   | 2015年5月  |                                                                    |
| CRキャプテン翼                       | 2015年8月  |                                                                    |
| CR牙狼 魔戒ノ花                      | 2015年10月 | 事実上、最後のMAXタイプ                                            |
| CRA牙狼金色になれ 〜ザルバとの契約〜 | 2015年12月 | 「CR牙狼」シリーズ初の遊パチ                                       |

### 2016年内規準拠機
| 機種名                                | 発売年月   | 備考                                                         |
| ------------------------------------- | ---------- | ------------------------------------------------------------ |
| CR PROJECT TK                         | 2016年2月  |                                                              |
| CR牙狼復刻版                          | 2016年4月  | 初代「CR牙狼」をライトミドルスペックで復刻、パチプラス非搭載 |
| CR巨人の星〜情熱の炎〜                | 2016年5月  | 新基準MAX機                                                  |
| CR牙狼 闇を照らす者                   | 2016年10月 | 「CR牙狼」シリーズ初の1/319タイプ                            |
| CR ANOTHER牙狼〜炎の刻印〜            | 2016年12月 |                                                              |
| CRA牙狼 魔戒ノ花 媚空99バージョン     | 2017年2月  | CR牙狼 魔戒ノ花の遊パチ                                      |
| CR牙狼 GOLDSTORM翔                    | 2017年7月  |                                                              |
| CR魔法先生ネギま!                     | 2017年9月  |                                                              |
| CR金田一少年の事件簿〜地獄の傀儡師〜  | 2017年10月 |                                                              |
| CR彼岸島                              | 2018年2月  | 左打ち・右打ちでスペックが異なる                             |
| CRキャプテン翼 黄金世代の鼓動         | 2018年5月  | 新枠「ライジングサンセイ」採用                               |
| CRジューシーハニー2                   | 2018年7月  |                                                              |
| CR牙狼 TUSK OF GOD                    | 2018年12月 |                                                              |
| CR笑ウせぇるすまん ドーンといきまSHOW | 2019年1月  |                                                              |

### 2018年改正規則準拠機
| 機種名                                 | 発売年月   | 備考                               |
| -------------------------------------- | ---------- | ---------------------------------- |
| P魔法先生ネギま!                       | 2018年9月  |                                    |
| P寄生獣                                | 2019年2月  |                                    |
| PA設定付牙狼 GOLDSTORM翔               | 2019年3月  | 2段階設定                          |
| P GOD EATER -ブラッドの覚醒-           | 2019年4月  |                                    |
| PAキャプテン翼 雷獣バージョン          | 2019年5月  | 6段階設定                          |
| P牙狼 冴島鋼牙                         | 2019年7月  |                                    |
| P巨人の星〜栄光の軌跡〜                | 2019年8月  | 4段階設定                          |
| P牙狼コレクション                      | 2019年11月 | 6段階設定、業界初のデカヘソ機      |
| P笑ゥせぇるすまん                      | 2020年1月  | 設定非搭載・3段階設定の2スペック   |
| P GOD EATER -ブラッドの覚醒- 神撃90VER | 2020年2月  |                                    |
| P笑点                                  | 2020年3月  | 6段階設定                          |
| P GI DREAM ROAD                        | 2020年4月  |                                    |
| P 10カウントチャージ絶狼               | 2020年4月  |                                    |
| PA GI DREAM 駿                         | 2020年8月  |                                    |
| P真・牙狼                              | 2020年10月 | 遊タイム&C時短搭載                 |
| Pキャプテン翼 石崎バージョン           | 2021年1月  |                                    |
| Pジューシーハニー3                     | 2021年2月  | 遊タイム搭載                       |
| P笑ゥせぇるすまん 最後の忠告           | 2021年3月  | 遊タイム搭載                       |
| P牙狼 月虹ノ旅人                       | 2021年6月  | 遊タイム搭載                       |
| P巨人の星 一球入魂3000                 | 2021年7月  | 遊タイム搭載                       |
| P世界でいちばん強くなりたい!           | 2021年8月  | 遊タイム搭載、パチプラス非搭載     |
| Pキャプテン翼2020                      | 2021年9月  |                                    |
| Pゴッドイーター 究極一閃               | 2021年11月 | 本機種以降パチプラス非搭載         |
| P牙狼 月虹ノ旅人絆 GIGA GHOST Ver.     | 2022年1月  |                                    |
| P10カウントチャージ絶狼                | 2022年4月  |                                    |
| Pジューシーハニー3 てんこ盛り連写RUSH  | 2022年6月  | [ 12 ]                             |
| P激デジ 真・牙狼                       | 2022年8月  |                                    |
| P牙狼MUSEUM                            | 2022年9月  | 6段階設定                          |
| P真・牙狼2                             | 2022年10月 | [ 15 ]                             |
| Pゴッドイーター神がかりVer.            | 2022年12月 |                                    |
| P牙狼 GOLD IMPACT                      | 2023年1月  |                                    |
| PLT OVERLORD 魔導王光臨                | 2024年3月  | ラッキートリガー搭載               |
| P牙狼11～冴島大河～                    | 2024年4月  |                                    |
| eゴッドイーター TRIPLE BURST           | 2024年9月  | 初のスマパチ、ラッキートリガー搭載 |
| P転生したらスライムだった件            | 2024年11月 |                                    |
| PLTジューシーハニー極嬢                | 2025年1月  | ラッキートリガー搭載               |
| e牙狼神速神撃3000LT                    | 2025年4月  | スマパチ、ラッキートリガー搭載     |
| PLT世界でいちばん強くなりたい!2        | 2025年5月  | ラッキートリガー搭載               |
| P牙狼12 黄金騎士極限                   | 2025年8月  | スマパチ、ラッキートリガー3.0+搭載 |

出典：パチンコ機種情報（パチンコビレッジ）／機種インデックス（P-WORLD）

## パチスロ機種一覧
| 機種名                     | 発売年月   | 備考                                   |
| -------------------------- | ---------- | -------------------------------------- |
| パチスロ牙狼‐守りし者‐     | 2017年2月  | 5号機、開発がsammyで販売をsanseiR&D    |
| パチスロ巨人の星〜情熱編〜 | 2018年12月 | 5.9号機、初の自社ブランドパチスロ機    |
| S沖っ娘                    | 2019年12月 | 6号機                                  |
| Ｓ牙狼―黄金騎士―           | 2021年12月 | 6号機、開発が大都技研で販売をsanseiR&D |

出典：パチスロ機種情報（パチンコビレッジ）

## 提供番組
- セイクリッドセブン（MBS制作のUHFアニメ）
- 牙狼<GARO>シリーズ（テレビ東京、TOKYO MXまたはBS日テレ、2011年 - ）
- 笑ゥせぇるすまんNEW（2017年のUHFアニメ）
- キャプテン翼（テレビ東京系列、2018年 - 2019年の第4作）

## スポンサー活動
- 長谷川穂積 - 同選手のスポンサーを務めている[18]。
- キャプテン翼 - サッカー漫画・アニメのキャプテン翼に関係した東京都葛飾区のサッカークラブチーム「南葛SC」のスポンサーを務めている。